# Roadflower
Roadflower (Originaltitel: The Road Killers) ist ein US-amerikanischer Actionfilm von Deran Sarafian aus dem Jahr 1994.

## Handlung
Jack Lerolland macht zusammen mit seinem Bruder Glenn, seiner Familie und seinen Freunden eine kurze Reise durch das Land. Als der junge Mann Rich Lerolland beinahe überrollt worden wäre, macht sich sein Vater auf die Suche nach dem Auto des Täters. Der Fahrer, ein Psychopath namens Cliff, führt eine Bande von Kriminellen an. Als Cliff Jacks Bruder bei einem Autounfall tötet, ist dies der Beginn der Kette von Ereignissen, die die Familie Lerolland terrorisieren. Nachdem die weiblichen Mitglieder der Gruppe belästigt wurden und Jack für tot gehalten wurde, gehen die anderen Mitglieder von Cliffs Bande zu ihrem geheimen Versteck.
Währenddessen wird Jack wiederbelebt und kann zu einer Polizeiwache fahren, wird jedoch in eine Zelle geworfen und aufgefordert, dort zu warten, während der diensthabende Beamte das Versteck der kriminellen Bande untersucht. Der Polizist kommt im Versteck an, wird aber von dem überraschten Cliff erschossen. Nach diesem Vorfall wird Cliff einigen seiner Gangmitglieder gegenüber misstrauisch und tötet einen von ihnen. Jack und Hauser, Cliffs älterer Bruder, entkommen aus dem Polizeirevier. Jack wird von Hauser dazu gebracht, am Revier zu warten, während Hauser das Polizeiauto nimmt. Jack nimmt anschließend ein anderes Auto und gelangt damit zum Versteck, um seine Freunde und Familie zu befreien.
Cliff ist nun mit Hauser und Jacks Tochter aus dem Versteck entkommen. Cliff sagt, er könne sich nicht erinnern, ihre Mutter getötet zu haben, woraufhin Hauser zugibt, der Mörder zu sein. Cliff ermordet Hauser dafür, dass ersterer jahrelang die Schuld ertragen musste. Sie entkommen weiterhin der Festnahme durch die Polizeibeamten, bis sie einen großen Bahnübergang erreichen. Jack, der Cliff gefolgt ist, jagt ihn auf die andere Seite des Überganges und es kommt zu einem Kampf, bei dem Jack gewinnt und Cliff an sein Auto fesselt. Jack schiebt das Auto dann auf die Gleise und lässt es von einem anfahrenden Zug rammen und ermordet somit Cliff.

## Synchronisation
Die deutschsprachige Synchronisation erfolgte im Auftrag der Hermes Synchron in Potsdam.
| Rolle           | Schauspieler         | Synchronsprecher   |
| --------------- | -------------------- | ------------------ |
| Jack Lerolland  | Christopher Lambert  | Joachim Tennstedt  |
| Cliff           | Craig Sheffer        | Ronald Nitschke    |
| Bobby           | David Arquette       | Andreas Fröhlich   |
| Tom             | Josh Brolin          | Jan Spitzer        |
| Hauser          | John Pyper-Ferguson  | Thomas Petruo      |
| Rich Lerolland  | Joseph Gordon-Levitt | Marius Clarén      |
| Glen Lerolland  | Christopher McDonald | Hans-Jürgen Wolf   |
| Helen Lerolland | Michelle Forbes      | Hansi Jochmann     |
| Red             | Adrienne Shelly      | Ulrike Stürzbecher |